# Jindřich I. Bavorský
Jindřich I. Bavorský (mezi 919/922 Nordhausen, Východofranská říše – říjen 955 Řezno, Východofranská říše) byl bavorský vévoda. Pocházel z dynastie Liudolfovců, byl synem východofranského krále Jindřicha I. Ptáčníka a jeho druhé manželky Matyldy z Ringelheimu.

## Život
Po nástupu svého bratra Oty I. Velikého na východofranský trůn z roku 936 se přidal do řad vzbouřenců sestávajích z jeho nevlastního bratra Thankmara, franského vévody Eberharda a lotrinského vévody Giselberta. Po jejich smrti se roku 939 poddal Otovi, který jej jmenoval novým lotrinským vévodou. V Lotrinsku však Jindřich nezískal podporu a brzy byl nahrazen verdunským hrabětem Otou. Jindřich znovu začal plánovat spiknutí s cílem chopit se bratrovy koruny, byl však zatčen a uvězněn v Ingelheimu. O Vánocích roku 941 se před bratrem Otou ve Frankfurtu zřekl všeho odporu a bratr jej omilostnil. Roku 948 mu pak udělil uvolněné Bavorské vévodství. Jindřichova vláda byla lemována konflikty s jeho sousedy. V letech 948 a 949 bojoval v bavorské Severní marce, roku 950 porazil Maďary za řekou Tisou a stejného roku se podílel na tažení proti Českému knížectví. Roku 951 vytáhl do Itálie, následujícího léta připojil ke svému vévodství Furlansko. V roce 953 podpořil svého bratra v boji proti povstání vlastního syna Liudolfa, švábského vévody, a lotrinského vévody Konráda.

## Manželství a potomci
Oženil se s Juditou, dcerou bavorského vévody Arnulfa. S ní počal několik dětí:
- Jindřich II. Svárlivý, bavorský vévoda
- Gerberga, abatyše kláštera v Gandersheimu
- Hedvika ∞ Burkhard III. Švábský